# James Craik
James Craik é um município da província de Córdova, na Argentina.